# Her Name Is Calla
Her Name Is Calla — пост-рок-группа из Великобритании, объединяющая музыкантов из Йорка, Лидса и Лестера.

## История
После игры вживую по всему Соединенному Королевству с такими музыкантами как iLiKETRAiNS и The Twilight Sad, в 2008м они выпускают дебютный альбом The Heritage, который был достаточно хорошо принят.
В феврале 2009 года группа объявила о своем сотрудничестве с немецким лейблом Denovali Records. В конце 2009 года Denovali Records переиздали их первый альбом The Heritage  на виниле.
В ноябре 2010 года Her Name Is Calla выпустили The Quiet Lamb - полноформатный альбом, состоящий из 12 треков. NME оценил релиз на 8/10, описав музыку группы "пасторально-апокалиптичной". The Sun назвала The Quiet Lamb "жемчужиной записи, которая ведет слушателя по необычайно красивому пути"
Летом 2014 года группа выпустила третий студийный альбом Navigator.

## Дискография

### Альбомы
- Navigator (2014)
- The Quiet Lamb (2010) - Denovali Records
- The Heritage (2008) - Gizeh Records, Denovali Records

### EPs
- Maw (April 2011)
- Live at Denovali Swingfest (2010)
- Long Grass (2010)

### Синглы
- A Moment of Clarity  (10/9/07)
- Condor and River  (26/3/07)
- Hideous Box (2006)
- The White and the Skin (2005)

### Демо
- Blueprints: Augustus, Will You Build Again? (2004)
- The Cracked Wooden Hands of the Master Craftsman (2004)
- Paraplegia (2004)

### Сплиты
- Maybeshewill / Her Name is Calla Split (03/11/08)

### Прочее
- A Blood Promise DVD/CD  (2/03/09)

## Участники
- Sophie Green: скрипка, вокал
- Tiernan Welch: бас-гитара
- Nicole Robson: виолончель, вокал
- Tom Morris: ведущий вокалист, пианино, гитара, банджо и орган
- Adam Weikert: ударные, орган, вокал, банджо, мандолина, пианино и контрабас.

## Внешние ссылки
- Label Архивная копия от 23 июля 2010 на Wayback Machine
- Официальная страница Her Name Is Calla (англ.) на сайте Myspace